# Foodpanda
 (septembre 2022).
Foodpanda (écrit foodpanda ) est une plateforme de service de livraison de plats cuisinés détenue par Delivery Hero, basée à Berlin. 
Foodpanda est la marque principale de Delivery Hero en Asie, dont le siège est à Singapour. 

## Histoire
En 2012, Lukas Nagel et Rico Wyder ont créé Foodpanda à Singapour, avant de s'étendre en Malaisie, en Indonésie, aux Philippines et en Thaïlande. 

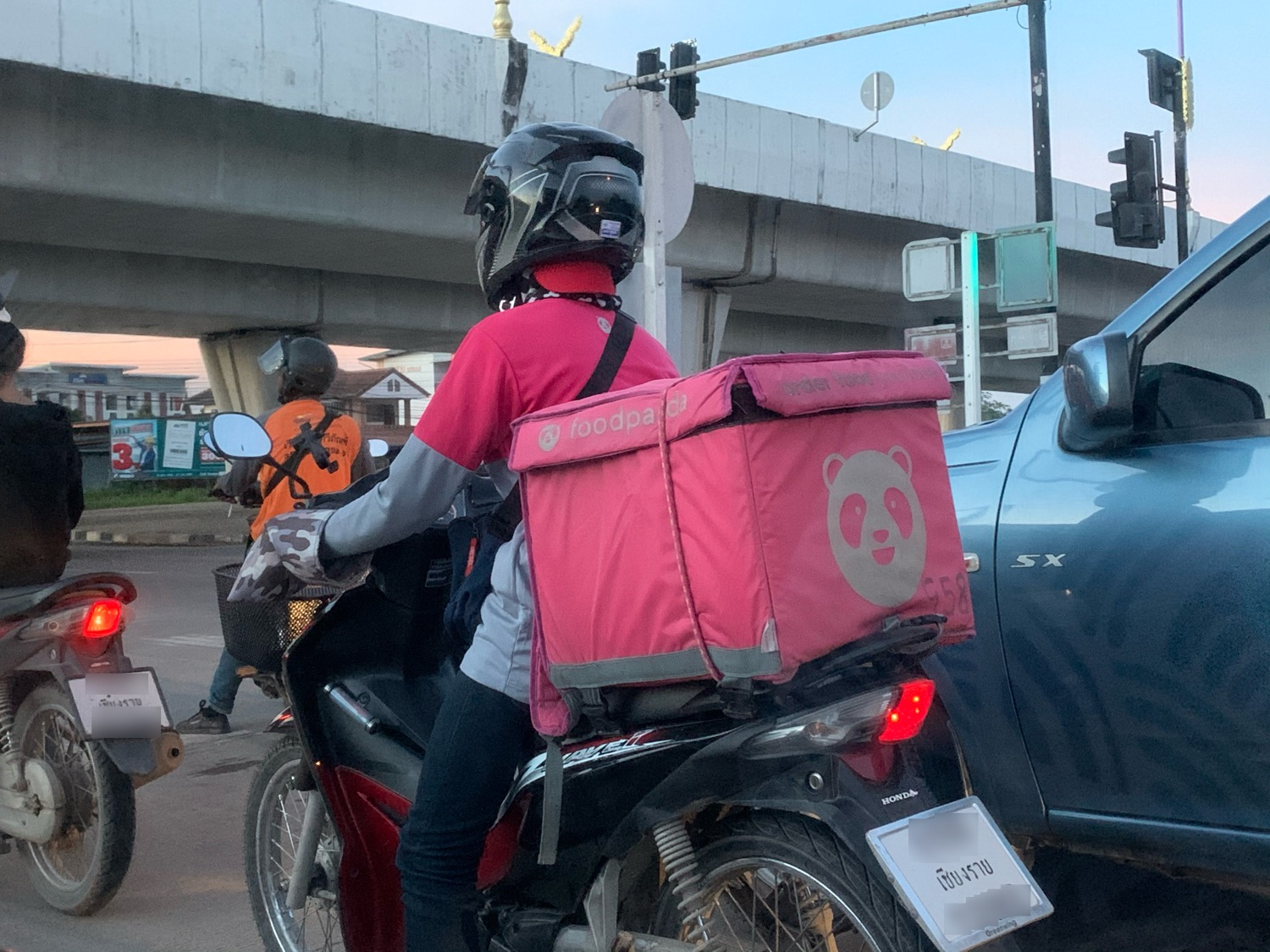
Un livreur de Foodpanda dans la province de Chiang Rai, Thaïlande

Un an plus tard, en 2013, Foodpanda a été lancé au Bangladesh et en Roumanie. 
En 2014, le service s'est étendu aux Balkans, Brunei, ainsi qu'aux Philippines. En février 2014, Foodpanda a acquis Eat Oye, une société rivale au Pakistan.
Le plus grand investisseur de Foodpanda, Rocket Internet, a vendu la société à Delivery Hero en décembre 2016. Le 1er novembre 2017, Foodpanda a changé de marque et de couleur, passant de l'orange au rose, avec un logo actualisé dans tous les pays desservis, à la suite de son acquisition par Delivery Hero.

## Présence internationale
- Europe :
  - Allemagne
  - Hongrie
  - Slovaquie

- Asie de l'Est:
  - Hong Kong
  - Japon (fin du service en 2022)
  - Taïwan

- Asie du Sud-Est:
  - Cambodge [9]
  - Laos [10]
  - Malaisie
  - Birmanie
  - Philippines
  - Singapour
  - Thaïlande

- Asie du Sud :
  - Bangladesh
  - Pakistan